# L'Amour en vitrine
L'Amour en vitrine (Ein Hund, zwei Koffer und die ganz große Liebe) est un téléfilm allemand, réalisé par Oliver Dommenget, et diffusé en 2005.

## Fiche technique
- Titre allemand : Ein Hund, zwei Koffer und die ganz große Liebe
- Réalisation : Oliver Dommenget
- Scénario : Wiebke Jaspersen et Antje Beling
- Photographie : Georgij Pestov
- Musique : Jörg Rausch
- Durée : 120 min

## Distribution
- Wolke Hegenbarth : Isabelle "Bella" Meininger
- André Röhner : Daniel Gruber
- Elena Uhlig : Karen Tenardi
- Oliver Petszokat : Ben
- Teresa Harder : Carla Meininger
- Peter Gavajda : Pablo Ortegas
- Ilja Richter : Herr Degenhardt
- Daniela Preuß : Suse
- Julian Sengelmann : Gunnar
- Dieter Dost : Wallenstein